# Obsession (сингл-альбом)
Obsession — сингл-альбом южнокорейского певца Вонхо, выпущенный 16 февраля 2022 года на лейблах Highline Entertainment и Kakao M

## Выпуск и продвижение
21 января 2022 года была в социальные сети Вонхо была опубликована фотография с надписью «Скоро». Пятого, шестого и одиннадцатого февраля были выпущены фотографии исполнителя для физических версий альбома. 14 февраля был представлен тизер к экранизации в виде клипа на композицию «Eye On You», а 16 февраля вышел сам клип. С «Eye On You» исполнитель выступил на Inkigayo 20 февраля.

## Композиции
«Eye On You», заглавный трек альбома представляет собой бибоп и EDM с ритмичными синтезаторами, как говорит сам певец в композиции поётся о видении на человека вне стереотипов и о человеческой склонности автоматически наполнять жизнь незнакомца предположениями с первого взгляда. Вторая песня «Somebody» исполнена на английском языке, в нём Вонхо тоскует из-за присутствия «кого-то другого», в песне представлены смесь ретро-фанка, рока и синти-попа.

### Список композиций
| №                   | Название            | Текст песни                      | Музыка               | Длительность |
| ------------------- | ------------------- | -------------------------------- | -------------------- | ------------ |
| 1.                  | «Eye On You»        | Вонхо, Enan, Sun Ahn, Brother Su | Вонхо, Enan, Sun Ahn | 3:06         |
| 2.                  | «Somebody»          | Вонхо, Enan, Sun Ahn             | Вонхо, Enan, Sun Ahn | 2:58         |
| Общая длительность: | Общая длительность: | Общая длительность:              | Общая длительность:  | 6:04         |

## Чарты
Заглавная композиция «Eye On You» дебютировала на девятом месте Billboard World Songs Chart. Сам альбом попал в чарт Gaon Chart National Physical Albums на третье месте.